# Helianthemum crassifolium
Helianthemum crassifolium är en solvändeväxtart. Helianthemum crassifolium ingår i släktet solvändor, och familjen solvändeväxter.

## Underarter
Arten delas in i följande underarter:
- H. c. crassifolium
- H. c. djeneiense
- H. c. sphaerocalyx